# Marco Ulpio Trajano (cónsul 70)
Marco Ulpio Trajano (en latín: Marcus Ulpius Traianus; ca. 30 - antes de 100), en ocasiones llamado Trajano el Mayor para distinguirlo del emperador Trajano, su hijo homónimo, fue un político y militar romano que vivió en el siglo I.

## Familia
Trajano era un miembro de la gens Ulpia originario de Hispania, pero de ascendencia romana. Su madre es desconocida, sin embargo sus antepasados paternos emigraron desde Italia y se asentaron en Itálica en la provincia romana de Hispania Baetica (Itálica está cerca de la moderna Sevilla, España). Su hermana se llamaba Ulpia Trajana y fue la madre del pretor Publio Elio Adriano Afer, el padre del emperador romano Adriano. Trajano se casó con una mujer romana llamada Marcia y tuvieron dos hijos,  Ulpia Marciana y el futuro emperador romano Trajano. Fue el abuelo materno de Matidia la Mayor, tío materno del pretor Publio Elio Adriano Afer y tío-abuelo del futuro emperador romano Adriano.

## Carrera
Trajano fue el primer miembro de la familia que entró en el Senado Romano. Antes de 67, Trajano pudo haber comandado una legión bajo las órdenes del general romano Cneo Domicio Corbulón. Bajo Vespasiano, el gobernador romano de Judea, Trajano comandó la legio X Fretensis durante la primera guerra judeo-romana entre 67-68. En esta época, logró el favor del futuro emperador.
Debido a sus éxitos, Vespasiano recompensó a Trajano con el gobierno de una provincia romana desconocida y un consulado en 70. En años posteriores, sirvió como gobernador romano de Hispania Baetica, Siria, donde Trajano evitó una invasión parta, en 79 u 80 gobernó la provincia África y luego fue procónsul de la provincia Asia.

## Legado

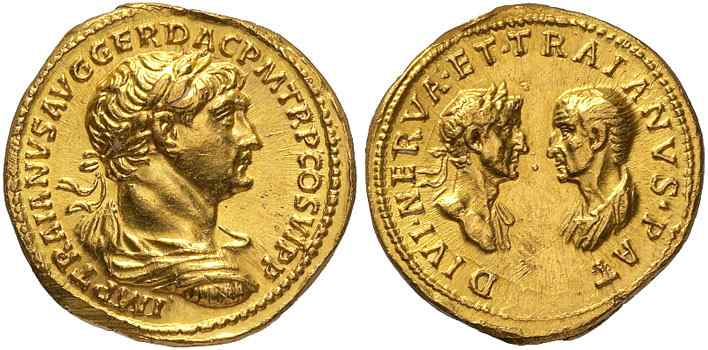
Áureo romano acuñado bajo Trajano, c. 115. El reverso conmemora tanto al padre natural de Trajano, Marco Ulpio Trajano (a la derecha), como a su padre adoptivo, Nerva deificado (a la izquierda).

Trajano vivió en sus últimos años con honor y distinciones, pero probablemente no vivió para ver a su hijo convertirse en emperador.
Alrededor del año 100, su hijo Trajano había fundado una colonia en el Norte de África. Esta colonia se convirtió en una ciudad y la llamó Colonia Marciana Ulpia Traiana Thamugadi (moderna Timgad, Argelia). Su hijo llamó a esta ciudad en honor de él, de su última esposa y su hija. El nombre de la colonia es también un tributo en honor de su hermana y sus antepasados paternos. En 113, Trajano fue deificado por su hijo, y su titulatura dice divus Traianus pater.